# Hrabstwo Wayne (Illinois)
Hrabstwo Wayne – hrabstwo w USA w stanie Illinois. Według spisu z 2000 roku liczba ludności wynosiła 17,151. Siedzibą hrabstwa jest Fairfield.

## Geografia
Według spisu hrabstwo zajmuje powierzchnię 1,853 km², z czego 1,849 km² stanowią lądy, a 4 km² stanowią wody.

### Miasta
- Fairfield

### Wioski
- Cisne
- Golden Gate
- Jeffersonville
- Johnsonville
- Keenes
- Mount Erie
- Sims
- Wayne City

### Sąsiednie hrabstwa
- Hrabstwo Clay – północ
- Hrabstwo Richland – północny zachód
- Hrabstwo Edwards – wschód
- Hrabstwo White – południowy wschód
- Hrabstwo Hamilton – południe
- Hrabstwo Jefferson – południowy zachód

Stan Illinois na mapie USA

- Hrabstwo Marion – północny zachód

## Historia
Hrabstwo Wayne zostało utworzone w 1819 roku z Hrabstwa Edwards. Nazwa została nadana na cześć Anthony'ego Wayne'a oficera armii podczas Wojny o niepodległość Stanów Zjednoczonych.

## Demografia
Według spisu z 2000 roku hrabstwo zamieszkuje 17 151 osób, które tworzą 7143 gospodarstw domowych oraz 4971 rodzin. Gęstość zaludnienia wynosi 9 osób/km². Na terenie hrabstwa jest 7950 budynków mieszkalnych o częstości występowania wynoszącej 4 budynków/km². Hrabstwo zamieszkuje 98,71% ludności białej, 0,16% ludności czarnej, 0,20% rdzennych mieszkańców Ameryki, 0,34% Azjatów, 0,01% mieszkańców Pacyfiku, 0,06% ludności innej rasy oraz 0,54% ludności wywodzącej się z dwóch lub więcej ras, 0,60% ludności to Hiszpanie, Latynosi lub inni.
W hrabstwie znajduje się 7143 gospodarstw domowych, w których 29,80% stanowią dzieci poniżej 18 roku życia mieszkający z rodzicami, 58,30% małżeństwa mieszkające wspólnie, 8,30% stanowią samotne matki oraz 30,40% to osoby nie posiadające rodziny. 27,60% wszystkich gospodarstw domowych składa się z jednej osoby oraz 14,80% żyje samotnie i ma powyżej 65 roku życia. Średnia wielkość gospodarstwa domowego wynosi 2,37 osoby, a rodziny wynosi 2,88 osoby.
Przedział wiekowy populacji hrabstwa kształtuje się następująco: 23,70% osób poniżej 18 roku życia, 7,90% pomiędzy 18 a 24 rokiem życia, 25,80% pomiędzy 25 a 44 rokiem życia, 23,80% pomiędzy 45 a 64 rokiem życia oraz 18,80% osób powyżej 65 roku życia. Średni wiek populacji wynosi 40 lat. Na każde 100 kobiet przypada 94,80 mężczyzn. Na każde 100 kobiet powyżej 18 roku życia przypada 90,00 mężczyzn.
Średni dochód dla gospodarstwa domowego wynosi 30 481 USD, a średni dochód dla rodziny wynosi 37 729 dolarów. Mężczyźni osiągają średni dochód w wysokości 29 148 dolarów, a kobiety 20 989 dolarów. Średni dochód na osobę w hrabstwie wynosi 15 793 dolarów. Około 9,00% rodzin oraz 12,40% ludności żyje poniżej minimum socjalnego, z tego 15,70% poniżej 18 roku życia oraz 10,70% powyżej 65 roku życia.